# Csomagolás

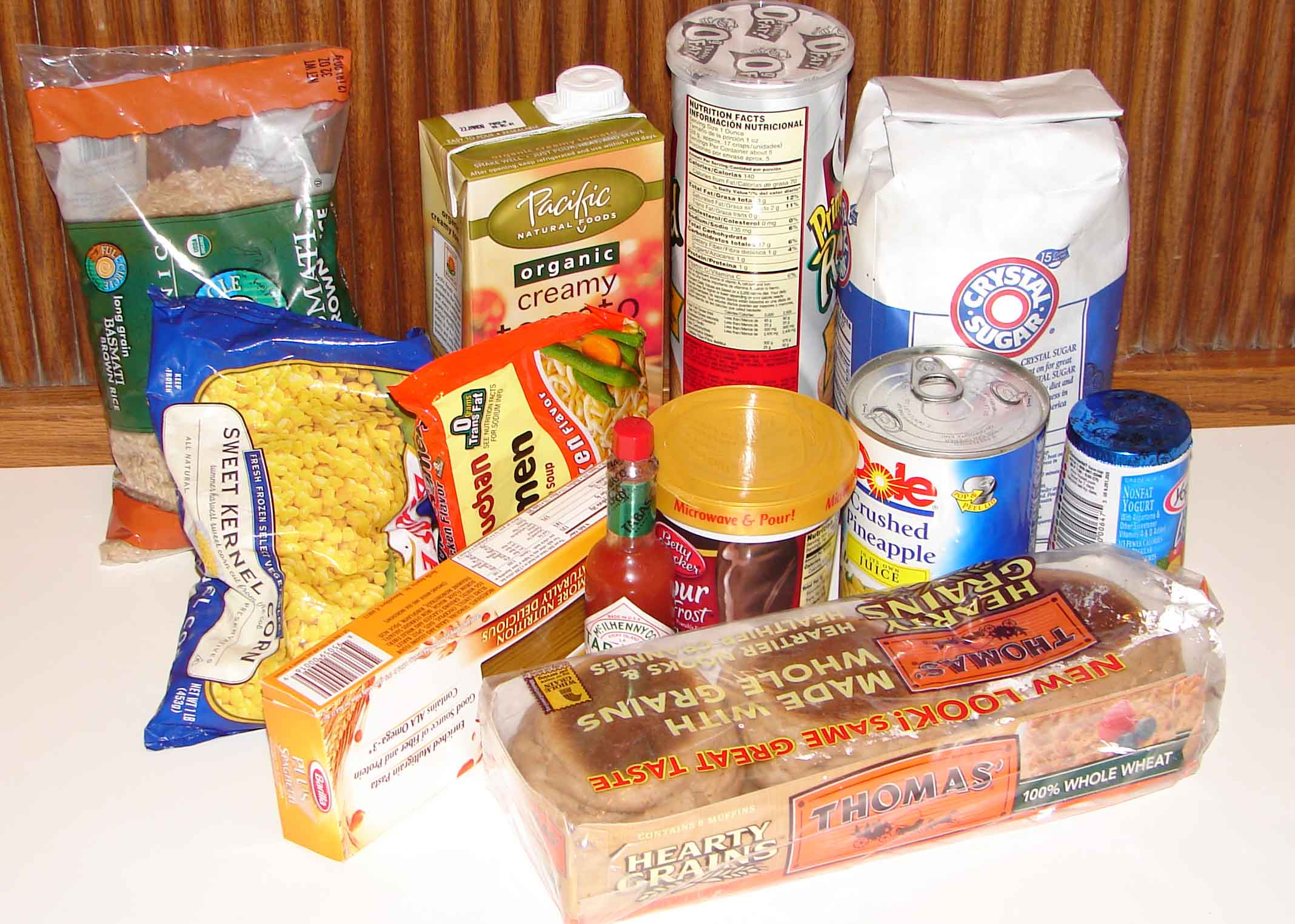
Háztartási élelmiszerek változatos csomagolásban

A csomagolás általános feladata egy termék vagy anyag befogadása és védelme. Ezen túlmenően az azonosítás, a szállítás és a tárolás könnyítése.
A csomagolás magába foglalja a csomagoló anyagot, a csomagolás folyamatát és az elkészült struktúrát. A csomagolással szemben széleskörű követelményeket támasztanak, ezeket az alábbiakban részletezzük.

## Csomagolás jellemzői
A csomagolást jellemzi: rendeltetés, anyag, önsúly, áru súly, külső és belső mérete, maximális halmozhatósága, gépi kezelhetőség, tartósság, ellenálló képessége, tájékoztatás és azonosítás tartalma és formája.

### Azonosíthatóság
A csomagolás fontos eleme, hogy a becsomagolt termék azonosítható maradjon. Ezt kóddal, címkével vagy kísérőlappal oldják meg. Veszélyes anyagok esetén követelmény a feltűnő szabványos jelölés (2001/59/EK irányelv). A gyors gépi olvashatóság megkönnyítéséhez vonalkód vagy QR kód alkalmazása elterjedt. Gyakran részletes szöveges információk is feltüntetésre kerülnek, különösen ha műszaki cikkekről van szó. 

### Kezelhetőség
A csomagolás alapfeladata a könnyű kezelhetőség biztosítása, különösen ömlesztett vagy sérülékeny anyagok és termékek esetén. A csomagolási egységek úgy kerülnek kiválasztásra és kialakításra, hogy emberek vagy gépek megerőltetés vagy rendkívüli figyelem nélkül is mozgathassák és kezelhessék. Fontos a csomagolás stabilitása, egységessége és azonosíthatósága a hatékony kezeléshez.

### Halmozhatóság
A csomagolás gyakran nagy mennyiségű áru kezelhető egységekre bontása. Egy nagyobb szállítmány vagy össz mennyiség esetén helytakarékosság miatt elterjedt a csomagolt termékek egymásra halmozása. Ilyenkor lényeges a csomagoló anyagok megfelelő kialakításának és épségének ellenőrzése. A halmozhatóságot polcrendszerek alkalmazásával lehet tovább növelni.

### Szabványosság
A globalizáció magával hozta a termékek és áruk rendkívül sokféle forrásból való megjelenését. Az áruféleségek gépi kezelhetőségéhez lényeges hogy a csomagolások paraméterei ismertek és adaptálhatóak legyenek. Iparágaktól és világrészektől függően sokféle csomagolási szabvány létezik. Magyarországon a legismertebbek az Euro raklap, Euro doboz.

### Újrahasznosíthatóság
A csomagolás újrahasznosíthatósága két külön szempontot takar. Egyrészt a csomagolás tárolóvá alakításával az önköltsége megnő, viszont a több szállítási/tárolási ciklus révén az ára hamar megtérül. Másrészt a csomagolás élettartamának végén a keletkező hulladék semlegesítése is lényeges, hiszen a hulladék külön kezelést és tárolást igényel, ami költségnövelő tényező.

### Vevőbarátság
Sok csomagolás a készterméket tartalmazza, melyek áruként eladóterekbe, piacokra kerülnek. Itt a jelölések, egyedi megjelenés, kibontás egyszerűsége, minőségi követelmények kiemelt szerephez jutnak, hogy a vásárlók figyelmét felkeltsék és kielégítsék.